# Port lotniczy Ad-Dali
Port lotniczy Ad-Dali – krajowy port lotniczy położony w mieście Ad-Dali, w Jemenie.